# Capsule extrême

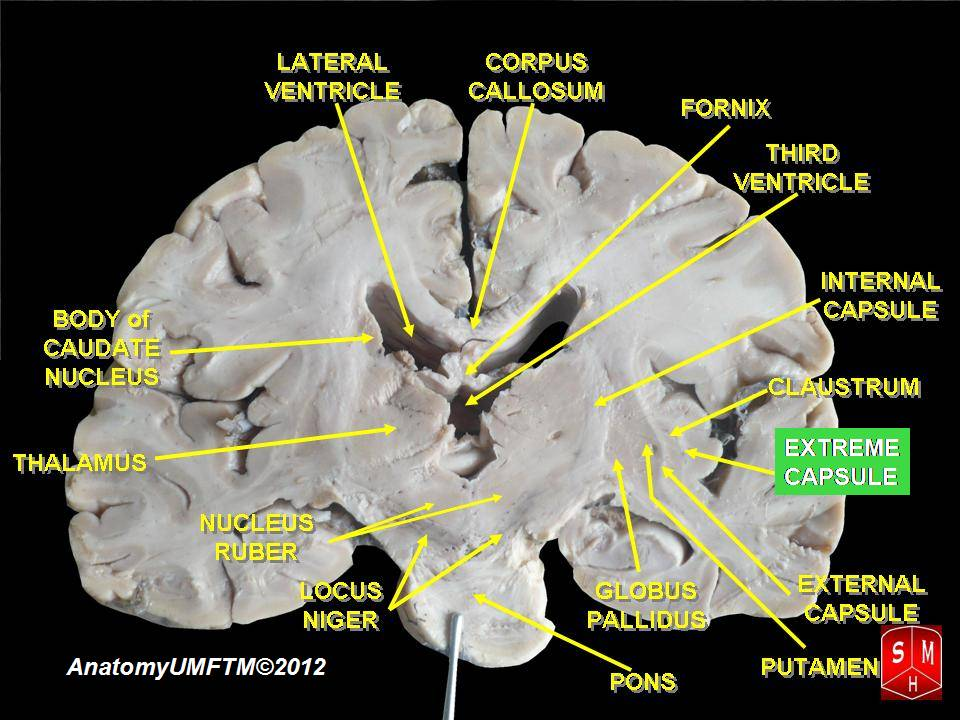
Sur cette coupe frontale du cerveau, la capsule extrême est légendée à droite en couleur verte (External capsule)

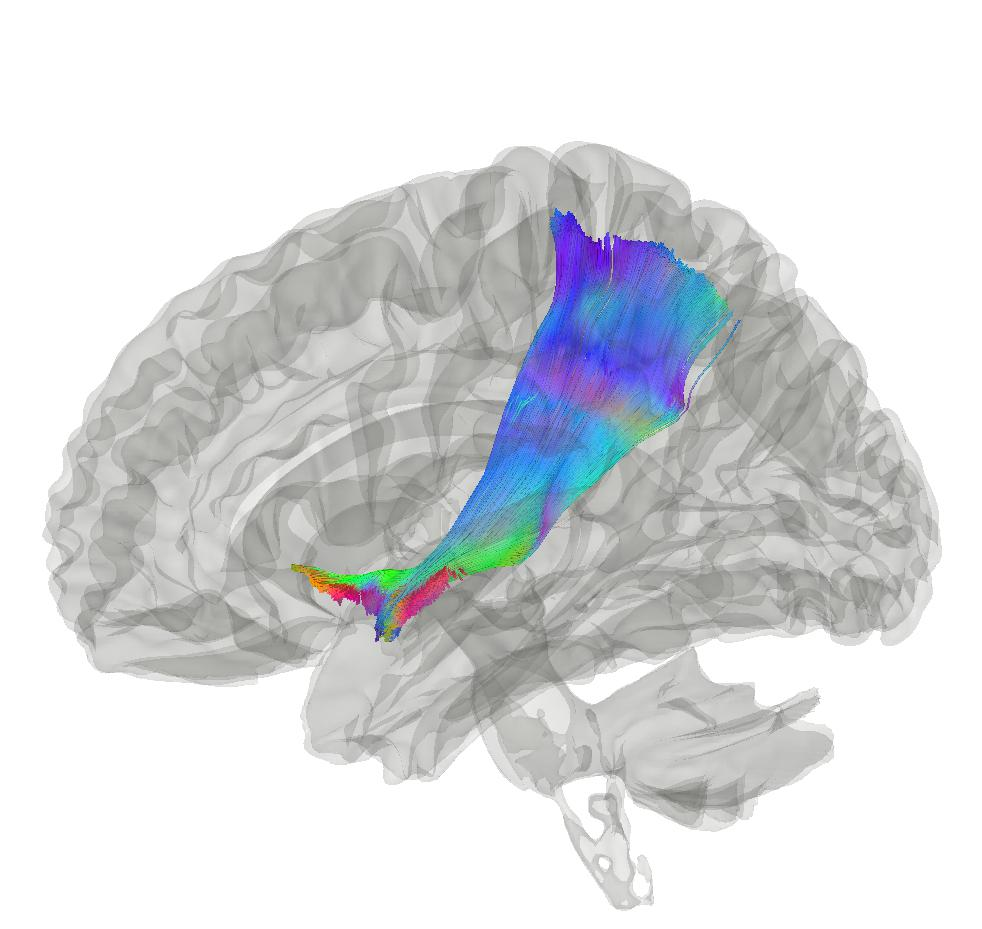
Tractographie montrant les fibres de la capsule extrême

La capsule extrême (en latin : capsula extrema) est un ensemble de tractus de fibres blanches (formées d'axones) situées entre le claustrum (appelé également l'avant-mur) et le cortex insulaire. Cette capsule extrême est aussi décrite comme une fine capsule de substance blanche en tant que fibres d'association (en) corticocorticales (c'est-à-dire que ces fibres sont responsables de relier le cortex cérébral avec une autre aire corticale). La capsule extrême est séparée de la capsule externe par le claustrum, et la capsule extrême sépare le claustrum du cortex insulaire, et tous ces éléments se trouvent latéraux par rapport aux composants du corps strié,. 
Allant de la ligne médiane du cerveau vers le côté, la capsule extrême est la plus externe par rapport à la capsule externe et à la capsule interne.
Elle est plus facilement visible dans une coupe horizontale (transversale), juste latéralement au claustrum.

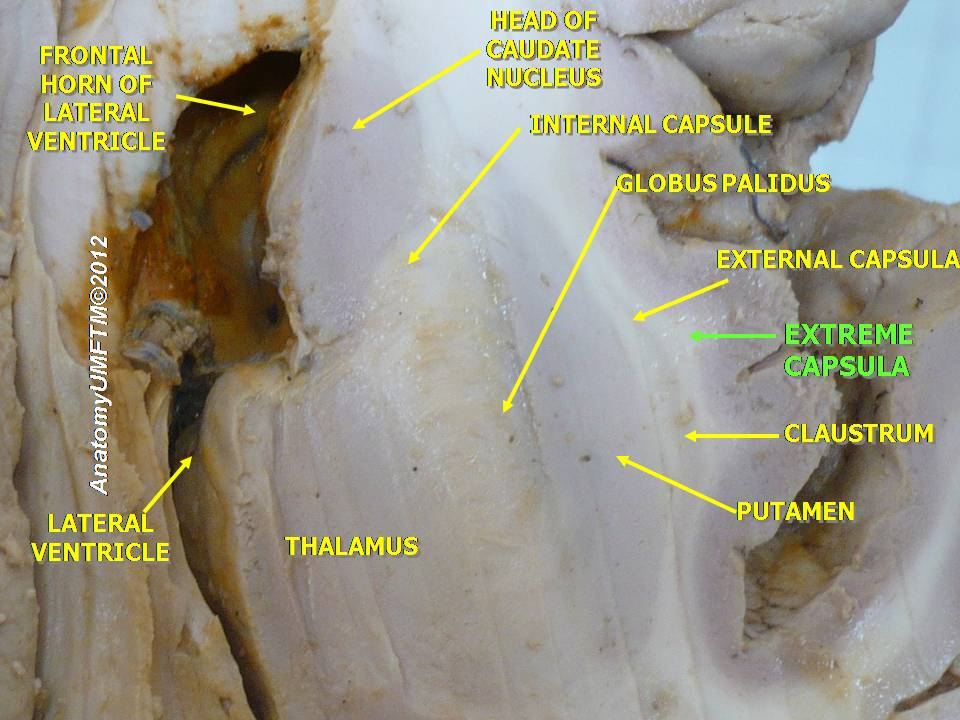
La capsule extrême (External capsule)

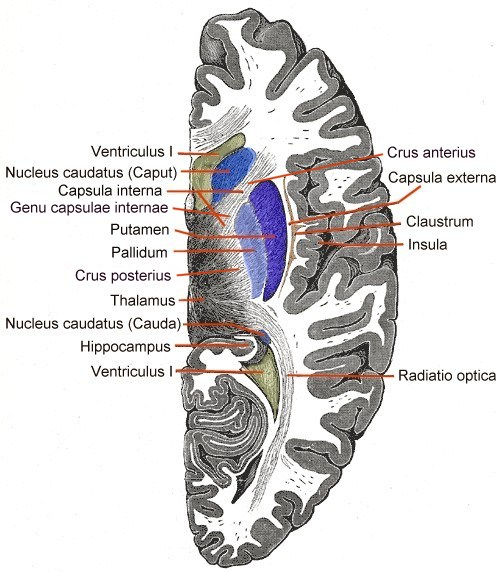
Coupe horizontale de l'hémisphère cérébral droit, la capsule extrême n'est pas légendée mais facilement visible entre le claustrum et le lobe de l'Insula.